# Matthew Mauro
Matthew Mauro (1989) is een Amerikaans componist en hoornist.

## Levensloop
Mauro begon op zesjarige leeftijd met pianoles en vanaf 9-jarige leeftijd speelde hij hoorn. Bij zijn pianoleraar Luke Bartolomeo kreeg hij muziektheorieles en lessen voor compositietechnieken. In 2000 componeerde hij zijn eerste werk, Battle of the Pharaohs, voor piano, dat in 2004 via de muziekuitgeverij FJH Music Company gepubliceerd werd. In de eerste jaren op de Anthony Wayne High School in Whitehouse was hij lid van het Toledo Junior and Senior Youth Orchestra en schreef zijn eerste compositie voor harmonieorkest, maar ook kleine werken voor piano en ensembles. Voor de Frank Ticheli Composition Contest componeerde hij gedurende zijn jaren op de High School As They Return en kwam ermee in de finale. Dit werk is zijn eerst gepubliceerde werk voor harmonieorkest. 
Hij studeerde muziekonderwijs en hoorn aan de Ohio State University in Columbus en was lid van de Ohio State University Wind Symphony, de Ohio State University Marching Band, maar ook van het Ohio State University Symphony Orchestra. Hij studeerde eveneens aan het Interlochen Center for the Arts in Interlochen en aan Boston University Tanglewood Institute (BUTI). Na het behalen van zijn Bachelor of Music wisselde hij aan de Hugh Hodgson School of Music van de Universiteit van Georgia in Athens en studeert bij Richard Deane en Dr. Jean Martin-Williams. 

## Composities

### Werken voor harmonieorkest
- 2007 As They Return
- 2010 Vision of Hope[1]
- A Triumphant Light

### Kamermuziek
- 2000 Battle of the Pharaohs